# Puig de Queralb
El Puig de Queralb és una muntanya de 200 metres que es troba al municipi de la Pera, a la comarca catalana del Baix Empordà.
Al cim podem trobar-hi un vèrtex geodèsic (referència 308096001).